# Musée Apple (Prague)
Le Musée Apple, en anglais : Apple Museum, était un musée consacré à l'histoire de la marque Apple, exposant la quasi-totalité des produits Apple depuis l'origine, situé à Prague en République tchèque.

## Présentation
Le musée ouvre ses portes en décembre 2015 à l'initiative d'un collectionneur resté anonyme depuis. On estime à environ 500 pièces exposées regroupant tous les ordinateurs Apple produits depuis les débuts de la marque ainsi que les autres produits technologiques Apple (IPod, IPad, IPhone, etc.). Quelques pièces exposées sont relatives à la vie de Steve Jobs.
En 2020, le musée est dévalisé, ce qui met un terme à son activité.

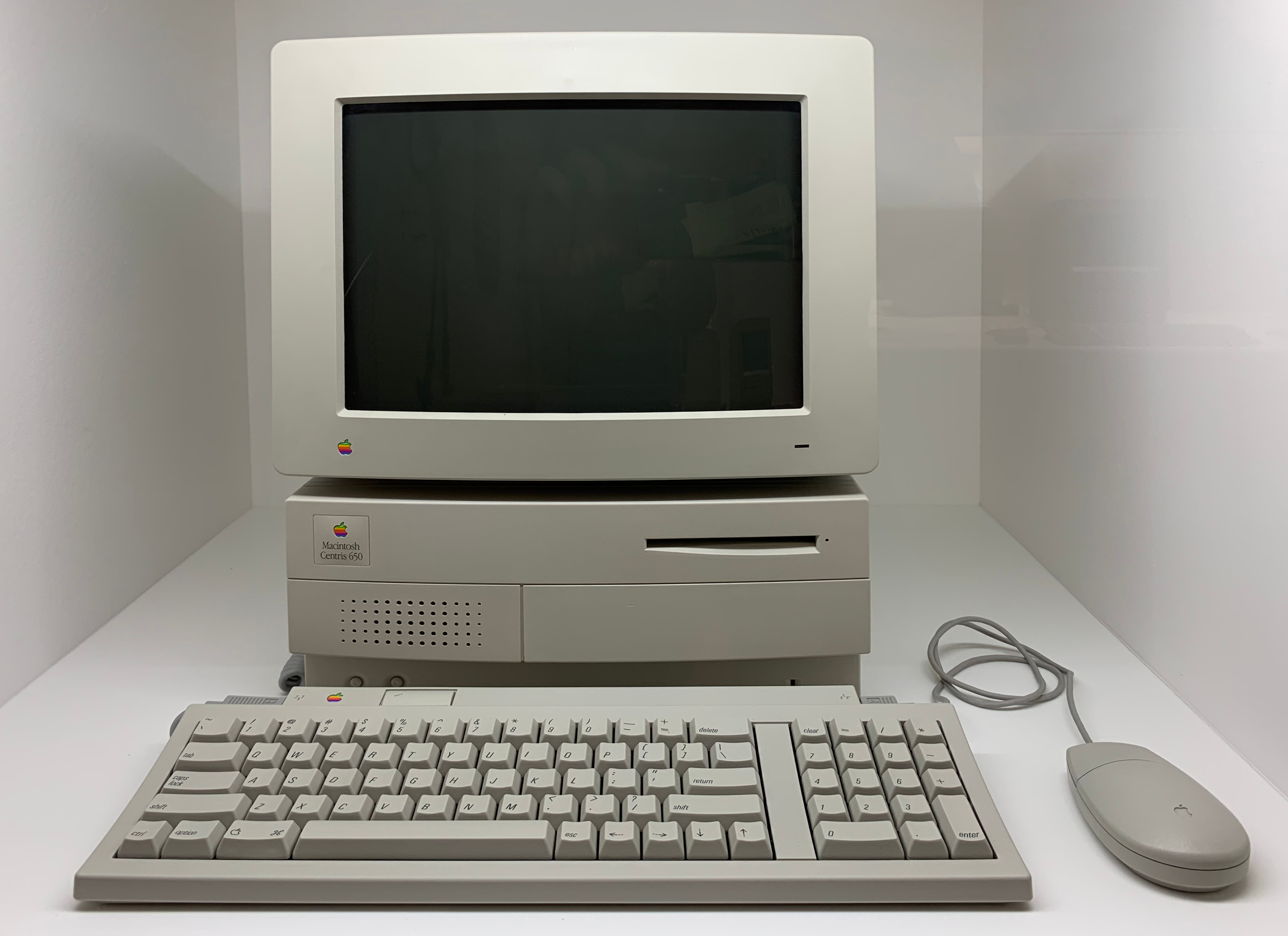
Un Centris 650 (1993).
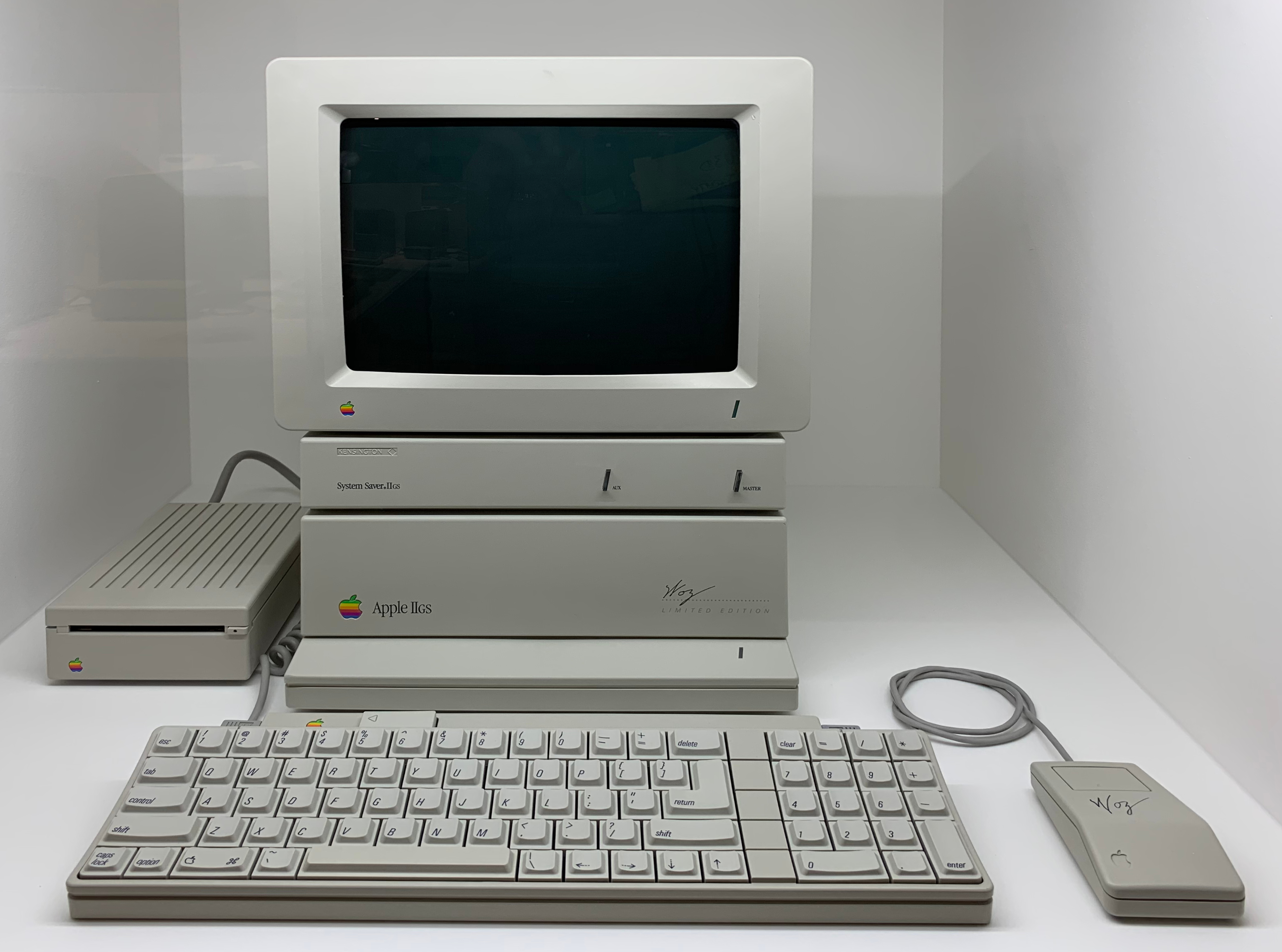
Un Apple IIGS Woz (1986).